# Keichū
Keichū (契沖?  1640 - 4 de marzo de 1701) fue un erudito y sacerdote budista japonés, figura importante del kokugaku. 

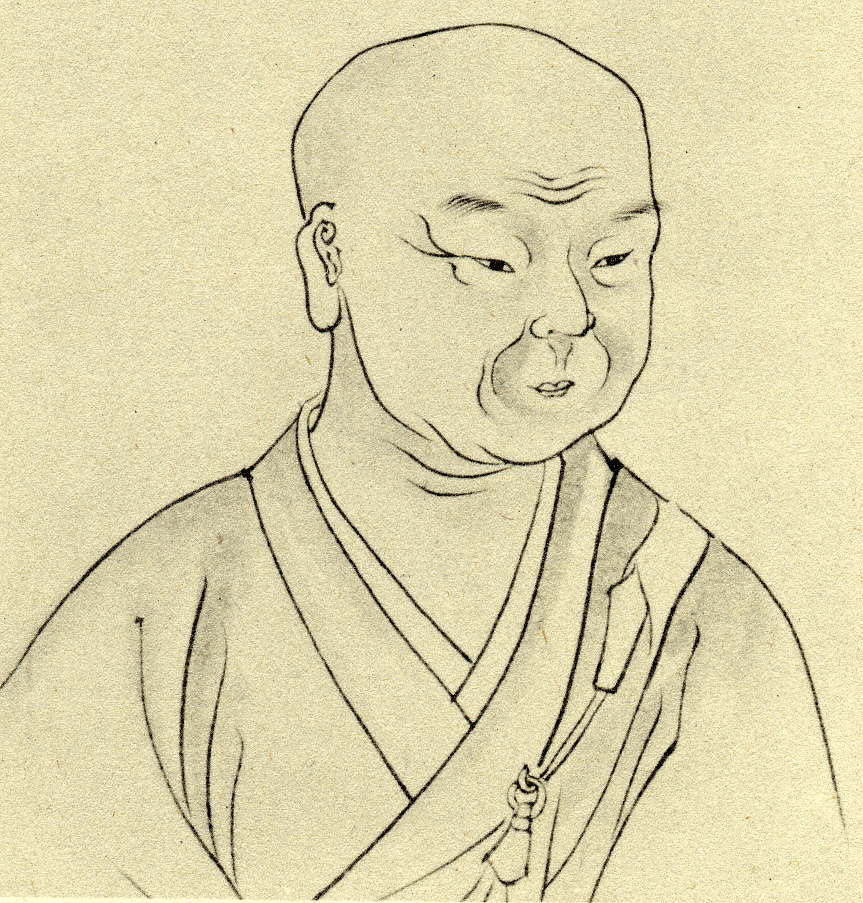
Keichū

Hijo de un rōnin, abandonó su hogar a los 13 años y se unió a la secta Shingon. Tras años de estudio en diversos lugares (Myōhōji, Imasato, Osaka) se convierte en sacerdote principal en Mandara-in, Ikutama. Allí entabló amistad con el poeta Shimonokōbe Chōryū (1624-1686).
Su vasta obra fijó un nuevo punto de vista en el estudio de los clásicos japoneses. En su obra Waji Seiranshō (Tratado para escribir con propiedad las palabras japonesas) desafió los estándares ortográficos marcados por Fujiwara no Teika.